# NK Gromovnik Novi Šeher
NK Gromovnik je bivši bosanskohercegovački nogometni klub iz Novog Šehera kod Maglaja.

## Povijest
Klub je osnovan 1995. godine. Tijekom 1990-ih Gromovnik nastupa u Drugoj ligi Herceg-Bosne Srednja skupina odnosno skupina Sjever. Najbolji rezultat ostvarili su u sezoni 1995./96. kada osvajaju drugo mjesto iza prvoplasiranih Šantića. U sezoni 1997./98. igrali su županijsku nogometnu ligu.
Do proljeća 1997. domaće utakmice su igrali u Žepču kada dobivaju dopuštenje RNS Središnje Bosne da igraju domaće utakmice u Novom Šeheru.